# Prospalta nigriplaga
Prospalta nigriplaga là một loài bướm đêm trong họ Noctuidae.